# Муташабихат
Муташабиха́т (мн. ч. араб. متشابهات‎, в ед. ч. — муташа́бих) — неясные, трудно понимаемые аяты Корана, которые представляются для толкователя неясными и нуждаются в предположениях. О существовании таких аятов написано в Коране:

Он — тот, кто ниспослал тебе Коран. В нем есть ясно изложенные аяты, в которых суть Писания, другие же аяты требуют толкования. А [люди], в сердцах которых укоренилось уклонение [от истины], следуют за аятами, которые требуют толкования, стремясь совратить [людей истины] и толковать Коран [по своему усмотрению]. Но не знает его толкования никто, кроме Аллаха. Сведущие в знаниях говорят: «Мы уверовали в него. Весь [Коран] — от нашего Господа». Но только разумные мужи следуют назиданиям.

Оригинальный текст (ар.)هُوَ الَّذِي أَنْزَلَ عَلَيْكَ الْكِتَابَ مِنْهُ آيَاتٌ مُحْكَمَاتٌ هُنَّ أُمُّ الْكِتَابِ وَأُخَرُ مُتَشَابِهَاتٌ ۖ فَأَمَّا الَّذِينَ فِي قُلُوبِهِمْ زَيْغٌ فَيَتَّبِعُونَ مَا تَشَابَهَ مِنْهُ ابْتِغَاءَ الْفِتْنَةِ وَابْتِغَاءَ تَأْوِيلِهِ ۗ وَمَا يَعْلَمُ تَأْوِيلَهُ إِلَّا اللَّهُ ۗ وَالرَّاسِخُونَ فِي الْعِلْمِ يَقُولُونَ آمَنَّا بِهِ كُلٌّ مِنْ عِنْدِ رَبِّنَا ۗ وَمَا يَذَّكَّرُ إِلَّا أُولُو الْأَلْبَابِ—  3:7 (Османов)
Аяты муташабихат имеют сокрытый смысл. Мусульманин должен принять муташабихат на веру, так как истинный его смысл известен только Аллаху. Символические и иносказательные смыслы, которые возможно помещены Аллахом в этих аяты и хадисы, не могут быть в точности известны человеку. Более того, понимание человеком некоторых из них вообще за гранью возможного.
Муташабих может выражаться в отдельных словах или буквосочетаниях (мукатта).
Смысловыми выражениям муташабихата являются «антропоморфические» аяты: «Милостивый утвердился на Троне…», «…Я создал Своими Руками», «…и придёт твой Господь…». Значение слов «утвердился», «своими руками», «придёт» применительно к Аллаху доподлинно неизвестно. Поэтому для верующего мусульманина лучшим является верить в истинность этих аятов и утверждать о том, что смысл этих слов ему неизвестен.
Исламские богословы выдвигали и выдвигают предположения относительно смыслового муташабихата. Например, некоторые богословы считали, что упоминание «руки» для Аллаха означает выражение Его могущества. Другие утверждали, что если в аяте упомянута «рука Аллаха», то нет необходимости понимать эти строки как-то иначе. Признавая наличие у Аллаха «руки», они утверждали, что Его «рука» не является подобием руки его творений. Мусульманская ортодоксия отвергла мнение мушаббихитов (антропоморфистов), придававших аятам муташабихат буквальный смысл и трактовавших эти места буквально, уподобляя Аллаха сотворенным творениям.